# 白天辉
白天辉 （1968年10月—），男，中华人民共和国政治人物，原中国华融国际控股有限公司总经理。2024年5月28日，因受贿罪被天津市第二中级人民法院一审判处死刑。

## 经历
2014年至2018年历任华融（香港）国际控股有限公司总经理，中国华融国际控股有限公司历任资本运营总监、总经理助理、董事、副总经理、总经理等职。是华融集团原董事长赖小民下属，与赖小民关系密切。
赖小民落马后，白天辉也随即被查。2019年1月，白天辉涉嫌受贿罪一案由天津市监察委员会调查终结，移送检察机关审查起诉。经最高人民检察院指定管辖，由天津市人民检察院第二分院审查起诉，后者依法对白作出逮捕决定，华融另外三名前任高管汪平华、郭金童、赵子春同时被逮捕。在2020年1月13日播出的反腐专题片《国家监察》第二集中，白天辉出镜讲述了赖小民案细节。2024年5月28日，天津市第二中级人民法院一审就中国华融国际控股有限公司原总经理白天辉受贿案公开宣判，起诉书称，2014至2018年期间，白天辉利用职务上的便利，为相关单位在项目收购、企业融资等事项上提供帮助，非法收受财物共计折合人民币11.08亿余元，以受贿罪判处死刑，剥夺政治权利终身，并处没收个人全部财产。白天辉提起上诉。2025年2月24日，天津市高级人民法院二审裁定驳回上诉，维持死刑判决，并依法报请最高人民法院核准。